# دهنو ملا إسماعيل (جلغة بهاباد)
دهنو ملا اسماعیل (بالفارسية: دهنو ملااسماعیل) هي قرية تقع في إيران في قسم جلغة الريفي. يقدر عدد سكانها بـ 148 نسمة .